# Les Mondes de Ralph
Série Classiques d'animation Disney
Winnie l'ourson
(2011) La Reine des neiges
(2013)
Série Les Mondes de Ralph
Ralph 2.0
(2018)
Pour plus de détails, voir Fiche technique et Distribution.
Les Mondes de Ralph (Wreck-It Ralph) est une comédie en image de synthèse réalisée par Rich Moore, et sortie en 2012. Il s'agit du 125e long-métrage d'animation et du 52e « Classique d'animation » des studios Disney. Le film raconte l'histoire d'un méchant de jeu d'arcade qui réalise son rêve de devenir un gentil.
Le film débute lors de l'anniversaire des 30 ans du jeu vidéo d'arcade Fix it Felix Jr.. Ralph LaCasse, jouant le rôle du méchant du jeu, en a plus qu'assez de vivre une vie misérable. Souhaitant être reconnu à sa juste valeur, celui-ci déserte son jeu pour un autre, cherchant à gagner une médaille. Il fera alors la connaissance d'une jeune enfant nommée Vanellope dans le jeu Sugar Rush : elle rêve de participer à une course automobile. Ensemble, ils travailleront pour réaliser leurs rêves respectifs.
Le film est un succès critique et commercial, récoltant 471 millions de dollars dans le monde pour un budget de 165 millions de dollars. Le film remporte l'Annie Award du meilleur film d'animation, ainsi qu'une nomination au Golden Globe et à l'Oscar du meilleur film d'animation. En 2018 sort sa suite Ralph 2.0.

## Synopsis
Ralph La Casse est l'ennemi du jeu vidéo d'arcade Fix it Felix Jr. C'est un solide gaillard, il est de grande taille avec des bras massifs et son rôle est simpliste : à l'aide de ses poings, il doit détruire un immeuble en brisant ses vitres et son revêtement. Pendant ce temps-là, Félix (le héros et personnage jouable par les humains) répare inlassablement les dégâts grâce à son marteau magique doré. Mais Ralph en a plus qu'assez de vivre à part dans la décharge du jeu, seul et déprécié de tous.
Il décide de se confier lors d'une réunion des Méchants Anonymes (parodie des Alcooliques Anonymes) pour trouver une solution à son problème. Il avoue ne plus vouloir être un méchant. Les autres antagonistes qui l'écoutent, choqués, lui demandent s'il ne serait pas en train "de se la jouer Turbo", mais il affirme que non. Les antagonistes lui conseillent de s'aimer pour ce qu'il est au lieu de chercher à devenir quelqu'un d'autre.
La réunion terminée, Ralph passe par la Gare Centrale, en réalité l'intérieur d'une multiprise où tous les personnages des jeux de la salle d'arcade peuvent se rencontrer. Il emprunte le chemin du retour et découvre que Félix et les habitants de l'immeuble fêtent les trente ans du jeu ensemble, sans l'avoir convié. Ralph exprime son mécontentement d'être continuellement mis de côté, comme au rebut. C'est alors que Gin, un habitant qui ne l'apprécie pas, affirme au démolisseur que le seul moyen pour lui d'habiter dans les lieux, avec tous les autres personnages de son jeu, consiste à devenir respectable. Il lui faut impérativement une médaille : c'est la récompense obtenue par Félix lorsqu'il gagne une partie. Ralph quitte l'immeuble puis son jeu en jurant d'en rapporter une.
Via la Gare centrale, Ralph se rend au bar Chez Tapper où le barman lui conseille de vérifier dans les objets perdus si ce qu'il cherche ne s'y trouverait pas. En chemin, il croise un soldat qui lui explique que dans son jeu à lui, il lui est imposé de combattre « d'horribles bestioles » pour atteindre le sommet d'un bâtiment et gagner une médaille. Ralph voit là l'occasion de rapporter ce qu'il recherche. Il assomme le soldat, lui vole son uniforme et se rend dans son jeu, appelé Hero's Duty. Grâce à sa carrure et à son déguisement, Ralph se mêle facilement à la troupe qui se prépare. Ils sont tous dirigés par le sergent Calhoun. C'est une femme dure et autoritaire et programmée avec un passé sombre.
Lorsqu'une joueuse humaine commence une partie, Ralph se fait de suite attaquer par les insectes de grande taille, les Cybugs. Par affolement, il se met en travers de la route de la joueuse et la fait perdre. À la fin de la partie, il se fait passer un savon par Calhoun car il est interdit de gêner les humains. Puis il remarque un bâtiment libre d'accès car la partie perdue fait repartir les insectes dans un grand faisceau de lumière qui les tue. Au sommet du grand bâtiment se trouve l'objet qu'il convoite.
Pendant ce temps, la même joueuse décide de jouer à Félix Fixe Jr. Mais puisque Ralph n'est pas dans son jeu officiel, Félix et les habitants de l'immeuble paniquent et font n'importe quoi. La joueuse pense que le jeu bugue et prévient le gérant de la salle d'arcade, donc ce dernier met le jeu hors service avec une affiche qui masque l'écran. Alors que tout le monde se demande où a pu passer le démolisseur, Q*bert, un personnage SDF (personnage dont le jeu a été débranché), prévient Félix que Ralph « se la joue Turbo » et qu'il s'est rendu au jeu Hero's Duty. Puisqu'il est le héros, Félix décide de prendre les choses en main, rentre dans le jeu en question et rencontre Calhoun, dont il tombe tout de suite sous le charme. Il lui demande si elle a vu Ralph en ces lieux.
Ce dernier a atteint entretemps la salle où se trouve la médaille, mais le sol est recouvert d’innombrables œufs. Il parvient à prendre la récompense mais il marche en reculant sur un œuf : il s'ouvre et libère un Cybug qui l'attaque immédiatement, le forçant à entrer dans un vaisseau de secours. Le personnage perd le contrôle de la navette volante et passe juste devant Félix et Calhoun qui discutaient. Il quitte Hero's Duty en trombe, passe dans la Gare Centrale et se crashe dans le jeu de course de kart Sugar Rush. Le Cybug, lui, se noie dans du sirop. La médaille a atterri sur un arbre à sucre. Ralph tente de la récupérer quand une petite fille espiègle et délurée, Vanellope von Schweetz, la lui vole. Ralph lui indique qu'il a vraiment besoin de cette médaille, mais elle affirme en avoir besoin elle aussi. Elle part sans demander son reste.
Félix et Calhoun se trouvent à l'entrée du jeu de kart, avertis du lieu de passage de la navette. La chef Calhoun est certaine que le jeu sera bientôt détruit à cause du Cybug qui a suivi Ralph. En effet, ces insectes métalliques ne font que manger et se multiplier. Lorsqu'ils détruiront Sugar Rush, remarque-t-elle, ils attaqueront ensuite tous les jeux de la salle d'arcade. Elle décide de rentrer dans ce jeu pour retrouver le Cybug. Félix veut l'accompagner pour retrouver l'antagoniste mais elle refuse car c'est une mission très dangereuse. En effet, lorsqu'un personnage meurt dans un autre jeu que le sien, il ne se régénère pas et disparaît définitivement. Mais Félix insiste, se sentant coupable vis-à-vis de Ralph qui fait partie de son jeu à lui et qu'il n'a pas su empêcher de mal tourner. Convaincue, Calhoun finit par l’emmener avec elle.
Dans le jeu de Sugar Rush, une course se prépare. Elle permet de déterminer qui seront les avatars du lendemain utilisables par les humains. Sa Sucrerie, le roi du jeu, secondé par Aigre Bill, demande aux pilotes de payer leur droit d'entrer avec une pièce d'or provenant de leur stock personnel. Lorsque Vanellope s’inscrit discrètement à la course avec la médaille de Ralph, c'est la panique. Sa Sucrerie et les pilotes clament que cette fille est une "anomalie" (à cause de ses bugs incontrôlables) et qu'elle ne doit pas participer à la course. La jeune fille se fait poursuivre par les gardes. À ce moment-là, Ralph, couvert de sirop et de friandises collées, la poursuit à son tour et sème la terreur parmi les sujets. Les gardes parviennent à maîtriser Ralph qui se coince dans un gâteau et Vanellope s'enfuit. Sa Sucrerie rassure le public en disant que le "monstre" a été maîtrisé et que la course aura bien lieu.
Ralph est amené au château royal. Il explique qu'il voulait juste récupérer sa médaille volée par Vanellope. Sa Sucrerie comprend maintenant comment la fillette a pu payer son droit d'entrée pour la course. Le démolisseur veut récupérer sa breloque, mais le roi lui précise qu'il n'y a que le vainqueur de la course qui puisse recevoir une médaille. Puisque Ralph devient menaçant, le roi lui demande alors de quitter son jeu ou il le jettera au cachot (le cachocolat). Ralph parvient cependant à échapper aux gardes et à s'enfuir du château.
Plus loin, il voit plusieurs pilotes avec Vanellope : elle leur montre le kart qu'elle a fait elle-même et qu'elle souhaite piloter. Les pilotes, pourtant, la rejettent et la méprisent. Ils détruisent son véhicule avec hargne et un amusement cruel. Il est inutilisable. Ralph, sidéré par la scène, les fait fuir en se montrant à eux. Puis il se met ensuite en colère contre Vanellope car il ne peut plus récupérer sa médaille par sa faute. Elle propose alors un marché : s'il l'aide à participer à la course, elle lui donnera sa médaille quand elle gagnera. Le marché est conclu.
Calhoun et Félix sont toujours à la recherche de Ralph et du Cybug. Ils retrouvent enfin le vaisseau utilisé, vide. La femme sergent demande à son vis-à-vis pourquoi le démolisseur a agi de cette manière, mais il ne sait pas quoi lui répondre, il lui avoue simplement qu'il n'aurait jamais pensé que Ralph "se la jouerait Turbo". Le jeu de Calhoun ayant été branché récemment, elle ne comprend pas l’expression. Alors, le héros au marteau lui en explique l'origine : lorsque la salle d'arcade fut ouverte il y a trente ans, il s'y trouvait un jeu de course où les humains contrôlaient Turbo, le pilote. Cet avatar adorait être le centre d'attention. Plus tard, un autre jeu de course fit son entrée. Alors les joueurs laissèrent tomber Turbo, trop basique, ce qui le rendit furieux. Par jalousie, il déserta son jeu pour prendre le contrôle de l'autre et le modifier. Ainsi, les humains virent Turbo débarquer dans un jeu qui n'était pas le sien et a été rendu inutilisable à cause de Turbo, et puisque son propre jeu était sans son personnage principal, alors les deux machines furent débranchées. Depuis, "Se la jouer Turbo" veut dire déserter son jeu pour aller dans un autre et le rendre inutilisable. En pleine discussion, Félix et Calhoun tombent dans du chocolat - des « sablés mouvants Nesquik » - et s'enfoncent. Ils parviennent à se libérer grâce à des lianes qui rigolent. Calhoun découvre par la même occasion que le marteau du jeune héros répare n'importe quoi. Elle demande donc à Félix de l'utiliser pour remette la navette en fonctionnement.
Ralph et Vanellope se rendent discrètement à une fabrique de kart, qui est un mini-jeu d'une minute. Du fait de la force phénoménale de Ralph, les verrous qui bloquent d'ordinaire l'accès à la jeune fille sont facilement détruits. Ensemble, les compères créent un engin. Mais Sa Sucrerie et les gardes arrivent à ce moment-là pour les arrêter. Ralph fait avancer le véhicule avec ses mains puisque la petite ne sait pas véritablement conduire. Les deux amis parviennent à échapper à leurs poursuivants en se cachant dans la "maison secrète" de Vanellope : un niveau bonus inachevé, qui se trouve à l’intérieur d'une montagne de Coca Cola sans sucres et ses Mentos. Ralph est choqué de voir qu'elle vit seule dans un lieu à part, sans personne à qui parler, dépréciée de tous, tout comme lui. Il demande à la jeune fille pourquoi elle ne quitte pas son jeu pour aller ailleurs, et elle lui répond qu'elle ne le peut même pas car elle est un bug qui ne concerne que son appareil : elle est coincée ici.
Ralph souhaite aider son amie et il construit donc une route afin qu'elle apprenne à conduire. Après quelques tours, elle se débrouille très bien et le démolisseur voit enfin une chance pour elle de gagner et pour lui de récupérer sa récompense.
Au château, Sa Sucrerie est paniqué car les gardes n'ont retrouvé ni Ralph ni Vanellope. Il se rend alors dans le code du jeu et en farfouillant il parvient à récupérer la médaille de Ralph. Il quitte le château, le laissant sous la surveillance d'Aigre Bill. Pendant ce temps, le héros au marteau se rend à pied au château, qui se voit de loin. Aigre Bill lui ouvre. Quand il lui demande s'il n'a pas vu Ralph, le majordome le jette immédiatement au cachot en ouvrant une trappe.
Vanellope et Ralph se préparent à partir vers la ligne de départ de la course. La fillette prétend avoir oublié quelque chose dans sa maison et y retourne. Ralph voit alors Sa Sucrerie débarquer. Il refuse d'abord de l'écouter ; pourtant le roi lui donne sa médaille, sans perdre de temps. Le démolisseur lui demande pourquoi il s'acharne sur Vanellope. Sa Sucrerie explique à Ralph que si elle gagne, elle fera partie des avatars, donc les joueurs humains pourront la choisir comme pilote. Mais ses bugs vont leur faire croire que le jeu est fichu et il sera débranché avec Vanellope qui va disparaître parce qu’elle ne peut pas quitter le jeu. Sa Sucrerie charge donc Ralph de l’empêcher de participer à la course, avant de s'en aller.
Ralph cache sa récompense dans son vêtement lorsque Vanellope arrive. Pour le remercier de tout ce qu'il a fait pour elle, elle lui donne une médaille qu'elle a faite elle-même. Il est touché par cette attention mais il lui demande de ne pas participer à la course. Vanellope voit la véritable médaille de Ralph et se demande comment il l'a retrouvée, il avoue qu'il vient de parler avec Sa Sucrerie. Il explique à sa nouvelle amie ce qui va se passer si elle participe, mais elle ne veut rien entendre. Il se voit donc obligé de détruire le kart qu'ils ont fabriqué ensemble. Vanellope retourne dans sa maison en pleurant et en disant que Ralph est un vrai méchant.
Le démolisseur, attristé de ce qu'il s'est forcé à faire, retourne dans son jeu avec sa récompense. Il est surpris de constater que l'immeuble est vide, vu de l'extérieur. Quand il entre, il n'y a que Gin au rez-de-chaussée et ce dernier s'apprête à quitter les lieux. Il lui explique que tout le monde est parti car le gérant de la salle d'arcade débranchera le jeu le lendemain matin. Il tient malgré tout sa promesse et lui donne les clés de l'immeuble puis s'en va avec sa valise. Seul, Ralph se tourne vers l'écran de la console de jeu et jette sa récompense, réalisant qu'il a tout perdu à cause d'elle. Il le fait avec tant de force que l'objet touche le rebord et fait tomber une partie de la feuille qui recouvre la vitre de l'appareil. Ralph peut alors voir la borne d'arcade de Sugar Rush où figure un portrait de Vanellope.
Ralph retourne sans tarder dans Sugar Rush et croise Aigre Bill tandis que ce dernier ramasse les restes du kart de la petite. Il demande au majordome comment il peut y avoir un portrait de cette jeune fille sur la console de jeu alors qu'elle n'est pas censée y exister. Aigre Bill explique à Ralph que Sa Sucrerie a tenté d'effacer son code et que c'est à cause de cela qu'elle est un bug. Le roi a également effacé la mémoire de tous les civils et des pilotes du jeu. En vérité, Aigre Bill ne connait donc pas les plans de Sa Sucrerie mais est certain d'une chose : il fera tout pour empêcher Vanellope de participer à la course car le jeu redeviendra comme avant si elle franchit la ligne d'arrivée. Il avoue aussi à Ralph qu'elle est enfermée avec Félix dans les cachots du château. Le démolisseur s'y rend et il libère le héros au marteau. Ralph lui demande de réparer le kart de Vanellope mais Félix refuse, étant fâché contre lui à cause de son comportement. Alors il explique à son camarade pourquoi il a quitté leur jeu : il voulait juste ne plus être déprécié continuellement. Félix accepte finalement de réparer le kart puisqu'il aidera une personne qui en a besoin. Ralph libère ensuite Vanellope et lui présente ses excuses qu'elle accepte, voyant que son kart est réparé.
C'est le départ de la course. Ralph et Félix accompagnent la jeune fille à la ligne de départ. Malgré son retard, Vanellope rattrape rapidement les autres concurrents et se trouve maintenant en deuxième position, juste derrière Sa Sucrerie. Ralph et Félix l'encouragent depuis la ligne de départ lorsque Calhoun arrive. Puis, des milliers de Cybugs sortent du sol et détruisent tout sur leur passage. Calhoun ordonne aux habitants de Sugar Rush de se rendre à la Gare Centrale, pour y être à l’abri.
C'est le face à face entre Vanellope et Sa Sucrerie. Le roi tente carrément de tuer la concurrente qui se défend comme elle peut. Mais grâce à ses bugs intempestifs, la fillette dévoile involontairement la véritable identité de Sa Sucrerie, sous les yeux stupéfaits de Ralph et Félix qui parviennent à le reconnaître : c'est Turbo, sous un déguisement de roi et un kart assorti. Durant toutes ces années, il a réussi à prendre le contrôle du jeu sous l'identité de Sa Sucrerie, modifiant les souvenirs de tous pour qu'il puisse y être accepté. Vanellope va s'écraser contre un mur mais parvient à s'en sortir en buguant cette fois volontairement. En la poursuivant, Turbo se fait dévorer par un Cybug.
Vanellope s'apprête à franchir la ligne d'arrivée mais des cybugs sortent du circuit et son kart fait une sortie de route et s'écrase dans un champ de sucettes. Les insectes détruisent la ligne d'arrivée. Ralph décide de fuir avec elle et Félix vers la Gare Centrale. Mais Vanellope ne peut pas sortir comme eux car elle est un bug interne à son jeu. Le seul moyen de détruire les Cybugs, c'est de créer un faisceau lumineux, précise la soldate. Ralph a vu ce qu'il se produit lorsque les deux éléments Coca-Menthos entrent en contact dans la montagne, il se dirige donc là-bas. Les Cybugs, eux, se dirigent dangereusement vers l'entrée de la Gare Centrale.
Une fois au sommet de la montagne, Ralph se met à frapper' les Mentos qui forment la caldeira du volcan. Il veut les faire atterrir dans le soda pour créer un faisceau lumineux puissant. Mais Turbo, devenu un Cybug volant, tente de l'en empêcher. Ralph parvient à se défaire de son emprise, saute en chute libre et détruit les Mentos en serrant fort la médaille que Vanellope lui a offerte. Les bonbons chutent dans la boisson et Ralph est sauvé de justesse par Vanellope qui l'a rejoint en kart. La réaction chimique crée un geyser qui attire les Cybugs qui disparaissent car la lave obtenue est brûlante. En étant devenu un, Turbo est aussi attiré par le geyser et il disparaît à son tour. Ralph et Vanellope atterrissent alors dans un étang de chocolat. Depuis l'entrée de la Gare Centrale, Félix félicite Ralph et donne un baiser sur la joue de Calhoun qui l'embrasse ensuite.
Tout le monde se retrouve sur la ligne de départ que Félix répare. Vanellope franchit la ligne d'arrivée avec son kart. Le jeu se remet à zéro : les dégâts causés par les Cybugs disparaissent, les civils et les pilotes retrouvent la mémoire et Vanellope se transforme en princesse. Les pilotes et Aigre Bill qui viennent d'arriver se souviennent alors de son véritable rang. Les pilotes s'excusent maladroitement de s'être si mal conduits avec elle.
Calhoun annonce qu'il est temps de retourner à la Gare. Ralph et la princesse se disent au revoir. Elle propose même à son ami de venir habiter au château avec elle, mais il refuse, car il doit retourner dans son jeu où il est l'antagoniste. Même si c'est un sale boulot, c'est ce qu'il doit faire. Voyant que Ralph est revenu entretemps, le gérant de la salle d'arcade ne débranche heureusement pas le jeu Félix Fixe Jr.
Depuis, les habitants de l'immeuble sont respectueux envers Ralph. Le démolisseur a décidé d’accueillir les personnages SDF dans son jeu pour qu'ils aient un toit. Félix lui, s'est marié avec Calhoun.
Ralph avoue que le moment du jeu qu'il préfère est lorsque les habitants s'apprêtent à le jeter du toit de l'immeuble car il peut alors voir Sugar Rush et Vanellope, qui est adorée par les joueurs malgré ses bugs. Il a beau rester le méchant de son jeu, il connaît désormais le bonheur.

## Fiche technique
- Titre original : Wreck-It Ralph
- Titre français : Les Mondes de Ralph
- Réalisation : Rich Moore
- Scénario : Jennifer Lee, Phil Johnston, d'après une histoire de Rich Moore, Phil Johnston et Jim Reardon
- Storyboard : Eric Goldberg, Kelly Asbury, Lauren MacMullan, Stephen J. Anderson, Chris Williams (réalisateur)
- Musique : Henry Jackman
- Production : Clark Spencer, John Lasseter, Peter Del Vecho
- Société de production : Walt Disney Animation Studios
- Société de distribution : Walt Disney Pictures
- Pays de production :  États-Unis
- Langue originale : anglais
- Format : couleur - 35 mm - 2,35:1
- Genre : animation, aventure, comédie
- Durée : 108 minutes
- Budget de production : 165 000 000 $
- Dates de sortie :
  - États-Unis, Canada : 2 novembre 2012
  - France : 21 novembre 2012 (début des avant-premières) ; 5 décembre 2012 (sortie nationale) ; 5 avril 2013 (DVD)

## Distribution

### Voix originales
- John C. Reilly : Wreck-It Ralph (Ralph La Casse en VF)
- Sarah Silverman : Vanellope von Schweetz
- Jack McBrayer : Fix-It Felix Jr. (Felix Fixe Junior en VF)
- Jane Lynch : Sergeant Tamora Jean Calhoun (sergent Calhoun en VF)
- Alan Tudyk : King Candy (Sa Sucrerie en VF) / Turbo
- Mindy Kaling : Taffyta Muttonfudge (Taffyta Crème Brûlée en VF)
- Ed O'Neill : Mr. Stan Litwak
- Dennis Haysbert : General Hologram (général Hologramme en VF)
- Joe Lo Truglio : Markowski
- Horatio Sanz : Duncan, le donut policier
- Adam Carolla : Wynnchel, le long donut policier
- Kevin Deters : Clyde de Pac-Man
- Rich Moore : Sour Bill (Aigre Bill en VF ou Acidu-Bill en VQ) / Zangief de Street Fighter II[2]
- Roger Craig Smith : Sonic
- Jamie Elman : Turtle
- Gerald C. Rivers : M. Bison de Street Fighter II[3]
- Stefanie Scott : Moppet[4]
- Raymond S. Persi : zombie de The House of the Dead
- Maurice LaMarche : Tapper, le barman du jeu du même nom
- Kyle Hebert : Ryu de Street Fighter
- Reuben Langdon : Ken Masters de Street Fighter
- Jamie Sparer Roberts : Yuni Verse de Dance Dance Revolution

### Voix françaises
- François-Xavier Demaison : Ralph La Casse
- Dorothée Pousséo : Vanellope von Schweetz
- Donald Reignoux : Felix Fixe Junior
- Isabelle Desplantes : le sergent Calhoun
- Benoît Brière : Sa Sucrerie / Turbo
- Adeline Chetail : Taffyta Crème Brûlée
- Patrice Melennec : M. Litwak
- Thierry Desroses : le général Hologramme
- Thierry Buisson : Markowski
- Brigitte Virtudes : Mary
- Achille Orsoni : Gene
- Marc Perez : Wynnchel
- Cédric Dumond : Duncan
- Patrick Béthune : Clyde de Pac-Man
- Patrick Raynal : Tapper
- Arnaud Léonard : Aigre Bill
- Michel Elias : Zangief de Street Fighter II
- Olivier Korol : Sonic le hérisson
- Gilles Morvan : M. Bison

### Voix québécoises
- Philippe Laprise[5] : Ralph La Casse
- Catherine Brunet[6] : Vanellope von Schweetz
- Maël Davan-Soulas : Felix Fixe Jr
- Claudine Chatel : Sergent Calhoun
- Benoît Brière : Sa Sucrerie / Turbo
- Kim Jalabert : Taffyta Crème Brûlée
- Sébastien Dhavernas : M. Litwak
- Patrick Chouinard : le général Hologramme
- Louis-Philippe Dandenault : Markowski
- Manon Leblanc: Marie
- François Sasseville : Eugène
- Tristan Harvey : Wynnchel
- François Godin : Duncan
- Daniel Picard : Clyde
- Pierre-Étienne Rouillard : Tapper / Zangief
- Frédéric Desager : Acidu-Bill
- Nicolas Charbonneaux-Collombet : Sonic le hérisson

## Origine et production
Le 25 juin 2012, Disney Interactive et Activision annoncent leur collaboration pour les jeux issus du film Les Mondes de Ralph.
Le 29 octobre 2012, la première du film a lieu au El Capitan Theatre. Du 21 novembre au 5 décembre 2012, le film est présenté en France en avant-première au Grand Rex.
Le 4 janvier 2013, Disney annonce que Les Mondes de Ralph sera le premier film disponible aux États-Unis en téléchargement avant sa sortie en DVD/Blu-Ray (12 février contre 5 mars). Le 11 janvier 2013, en prévision de la sortie du film au Royaume-Uni le 8 février, Disney a transformé une rue de l'est de Londres en jeu vidéo 8-bit, la Brick Lane est devenu la 8 Bit Lane.
Ralph est un personnage jouable dans Sonic and All-Stars Racing Transformed.

## Bande originale
La bande originale du film a été composée par Henry Jackman et commercialisée en date du 30 octobre 2012.
Le groupe féminin japonais AKB48 chante le générique de fin, intitulé Sugar Rush.
Skrillex participe également à la bande sonore avec le titre Bug Hunt (Noisia Remix), lors de la découverte de Hero's Duty par Ralph La Casse.

### Liste des titres
Toute la musique est composée par Henry Jackman, sauf 1–6.
| 1.    | When Can I See You Again?             | Owl City         | 3:38 |
| 2.    | Wreck-It, Wreck-It Ralph              | Buckner & Garcia | 2:59 |
| 3.    | Celebration                           | Kool & the Gang  | 3:40 |
| 4.    | Sugar Rush                            | AKB48            | 3:14 |
| 5.    | Bug Hunt (Noisia Remix)               | Skrillex         | 7:04 |
| 6.    | Shut Up and Drive                     | Rihanna          | 3:32 |
| 7.    | Wreck-It Ralph                        |                  | 1:33 |
| 8.    | Life in the Arcade                    |                  | 0:43 |
| 9.    | Jumping Ship                          |                  | 1:06 |
| 10.   | Rocket Fiasco                         |                  | 5:48 |
| 11.   | Vanellope von Schweetz                |                  | 2:57 |
| 12.   | Royal Raceway                         |                  | 3:23 |
| 13.   | Cupcake Breakout                      |                  | 1:12 |
| 14.   | Candy Vandals                         |                  | 1:39 |
| 15.   | Turbo Flashback                       |                  | 1:42 |
| 16.   | Laffy Taffies                         |                  | 1:35 |
| 17.   | One Minute to Win It                  |                  | 1:17 |
| 18.   | Vanellope's Hideout                   |                  | 2:33 |
| 19.   | Messing with the Program              |                  | 1:20 |
| 20.   | King Candy                            |                  | 2:11 |
| 21.   | Broken-Karted                         |                  | 2:49 |
| 22.   | Out of the Penthouse, Off to the Race |                  | 2:51 |
| 23.   | Sugar Rush Showdown                   |                  | 4:15 |
| 24.   | You're My Hero                        |                  | 4:16 |
| 25.   | Arcade Finale                         |                  | 3:19 |
| 70:36 |                                       |                  |      |

## Distinctions

### Récompenses
- National Board of Review Awards 2012 : meilleur film d'animation
- St. Louis Film Critics Association Awards 2012 : meilleur film d'animation
- Phoenix Film Critics Society Awards 2012 : meilleur film d'animation
- Austin Film Critics Association Awards 2012 : meilleur film d'animation
- Houston Film Critics Society Awards 2012 : meilleur film d'animation
- Annie Awards 2013 : meilleur film d'animation
- Critics' Choice Movie Awards 2013 : meilleur film d'animation
- Producers Guild of America Awards 2013 : meilleur producteur de film
- Motion Picture Sound Editors Awards 2013 : meilleur montage son d'un film d'animation
- Casting Society of America Awards 2013 : meilleure distribution

### Nominations
- Golden Globes 2013 : meilleur film d'animation
- Oscars 2013 : meilleur film d'animation

## Suite
Le compositeur Henry Jackman a annoncé en avril 2014 que les studios Disney préparaient une suite. Le réalisateur a par ailleurs annoncé qu'il voudrait avoir Mario en guest-star dans ce second volet.
Le 30 juin 2016, les Walt Disney Animation Studios officialisent le projet de suite, citant mars 2018 comme date de sortie. Moins d'un an plus tard, Disney annonce que la suite est repoussée à novembre 2018 aux États-Unis, et a trouvé son titre officiel : Ralph Breaks the Internet: Wreck-it Ralph 2. La première bande-annonce est révélée le 28 février 2018, avec son titre français, Ralph 2.0. Le film sort le 13 février 2019 en France.

## Controverse
Le 17 novembre 2015, un Texan intente un procès pour copie à l'encontre de Disney pour le film Les Mondes de Ralph (2012) et demande 10 millions de dollars en déclarant avoir présenté un script similaire en mars 2012.